# Radar (magasin)
Pour les articles homonymes, voir Radar (homonymie).
Radar est une ancienne chaîne française d'hypermarchés créée en 1972 et issue du Familistère. Elle disparaît en 1988.

## Historique
En 1972, les magasins Familistère prennent progressivement l'enseigne « Radar ». Les Docks Rémois changent ensuite leur dénomination commerciale pour celle de Radar SA. Trois ans après, Radar ouvre son premier hypermarché en Espagne, un Hyper Radar de 3 500 m2 à Barcelone.
En 1976, trois filiales de Radar (Nord-Est Alimentation, Économiques de Normandie et la Société française de supermarchés) succèdent à Promas (filiale de Promodès) pour la location-gérance des établissements Lemaire, à Hazebrouck dans le Nord.
En 1980, Radar prend le contrôle de Paris-France et ses cinquante-quatre magasins et dix-huit magasins populaires (Monoprix et Parunis).
En 1982, Radar connaît ses premières difficultés financières avec 107,9 millions de francs de perte à la fin de l'année.
L'année suivante, les Galeries Lafayette prennent 25 % du capital de Radar. Le groupe revend à Carrefour les 45 % qu'il détenait et cède la société Damoy SA à la société Castel. Malgré cela, Radar affiche un déficit de 184 millions de francs sur l'exercice.
En avril 1984, le groupe vend ses quinze hypermarchés Radar Géant et dix cafétérias à Cora pour 368 millions de francs. Dans le même temps, il cède ses magasins lorrains à Unico-Lorraine. En novembre, Daniel Lebard remplace Robert Marcy à la tête du groupe pour tenter de redresser la barre. Le 31 décembre 1984, Radar ne compte plus que 1 438 magasins (contre 1 800 en 1981).
En 1985, le groupe supprime des emplois et ferme les entrepôts des établissements Lemaire et de la SFS, basée à Thiais dans le Val-de-Marne. Les Galeries Lafayette reprennent l'exploitation des douze grands magasins et des dix-neuf magasins populaires. Quelques mois plus tard, Primistères et Félix Potin s'emparent de Radar (à 51 % dans un premier temps), les Galeries Lafayette en détenant 29 %. Cora, qui en avait 22 %, les cède à Primistères.
En janvier 1987, Primistères annonce trois cent cinquante licenciements sur Nord-Est Alimentation ainsi que l'arrêt de l'activité de la société. Les quatre cent cinquante-trois magasins Radar restants sont soit repris en direct par l'enseigne Félix Potin, soit cédés progressivement au cours de l'année à d'autres groupes, comme Promodès (enseignes Shopi, 8 à Huit).
Pour finir, en 1988, les Comptoirs modernes (enseignes Stoc et Comod) reprennent les magasins Radar. L'enseigne cesse ainsi d'exister.